# Hubert Dupont
Hubert Dupont (født 13. november 1980) er en fransk tidligere professionel cykelrytter.